# San Mateo (Kalifornija)
San Mateo je grad u američkoj saveznoj državi Kalifornija. Prema popisu stanovništva iz 2010. u njemu je živjelo 97.207 stanovnika.